# Sripathi Panditharadhyula Balasubrahmanyam
Sripathi Panditharadhyula Balasubrahmanyam conocido también como Balasubrahmanyam SP, o más comúnmente como Balu SPB (Distrito de Nellore, Andhra Pradesh, 4 de junio de 1946 - Chennai, Tamil Nadu, 25 de septiembre de 2020) fue un actor, compositor, productor y prolífico cantante indio.

## Biografía
Su padre, SP Sambhamurthy, fue un músico de harikatha, una forma de fusionar entre la música y la narración. Aunque no tuvo intención de seguir una carrera musical, sino de convertirse en un ingeniero, pero mediante una observación de este padre artista que aprendió por sí mismo, empezó a aprender a tocar instrumentos musicales como el armonio y la flauta.
Su voz rica tiene una amplia y profunda en el cantó, hasta la fecha con más de 36.000 canciones en muchos idiomas de la India como telugu, tamil, canarés, malayalam, tulu, hindi, oriya, el asamés, bengalí y punjabi. Fue el resultado, para ser publicado en el Libro Guinness de los Récords como uno de los cantantes masculino de alcanzar un mayor número de puntajes (esto en el récord femenino en manos de Lata Mangeshkar).
Pese a que no practicó en los idiomas que él interpretó sus canciones, desde el sur de la India, llegó a dominar las lenguas dravídicas, pero su Hindi, el acento y la dicción, no es perfecto. Su carrera como cantante de playback o reproducción se inició en 1967, pero alcanzó la fama en 1979 con la película titulasda Shankarabharanam Kashinadhuri Vishwanath, en lo que recibió su primer premio organizado por el Cine Nacional. recibió además otros premios en dos ocasiones, en 1989 y 1997, y un Filmfare Awards en 1990. El gobierno de la India lo honró con un premio Padmasri en 2001.
Después de 545 películas, se convirtió desde finales de la década de 1980, uno de los representantes del cine telugu y tamil.
El 28 de diciembre de 2002. También fue director de música y de muchas películas. En el mes de agosto fue ingresado en un hospital en Chennai a consecuencia de una infección por coronvirus. Falleció el 25 de septiembre de 2020 en dicho hospital a causa de un paro cardiorrespiratorio.

## Filmografía

### Como actor
| Año  | Nombre de la película                 | Idioma             | Director            | Productor                                     | Personaje                                            |
| 1969 | Pellante Noorella Panta               | Telugu             | Muthyala Subbaiah   |                                               |                                                      |
| 1971 | Mohammed Bin Tuglaq                   | Tamil              | Cho Ramaswamy       |                                               | Guest role in a song                                 |
| 1971 | Muhammad bin Tuglaq                   | Telugu             |                     |                                               | Guest role in a song                                 |
| 1980 | Pakkinti Ammayi                       | Telugu             | K. Vasu             | A. Sarathy                                    | Bala Raju                                            |
| 1982 | Baalondu Chaduranga                   | Kannada            | Dore Bhagavan       |                                               |                                                      |
| 1982 | Malle Pandiri                         | Telugu             | Jandhyala           | Challa Venkatramaiah                          | Sheik Moses Murthy                                   |
| 1983 | Bharat 2000                           | Kannada            |                     |                                               |                                                      |
| 1983 | Tirugu Bhana                          | Kannada            | K. S. R. Doss       |                                               |                                                      |
| 1987 | Manathil Uruthi Vendum                | Tamil              | K. Balachander      | Kavithalaya Films                             | As a doctor                                          |
| 1988 | Prema                                 | Telugu             | Suresh Krishna      |                                               |                                                      |
| 1988 | Vivaha Bhojanambu                     | Telugu             | Jandhyala           |                                               |                                                      |
| 1990 | Keladi Kanmani/O Papa Lali            | Tamil/Telugu       | Vasanth             |                                               | A. R. Rangaraj (primary character)                   |
| 1990 | Palai Vanna Ragangal                  | Tamil              |                     |                                               |                                                      |
| 1990 | Sigaram                               | Tamil              | Ananthu             | Kavithalaya Films                             | As a music director                                  |
| 1990 | Thalai Vaasal                         | Tamil              | Selva               | As a college principal                        |                                                      |
| 1992 | Koteswaran                            | Tamil              |                     |                                               | Father of hero                                       |
| 1992 | Thyagu                                | Tamil              |                     |                                               |                                                      |
| 1992 | Guna                                  | Tamil              |                     |                                               | Police officer                                       |
| 1992 | Parvathalu Paanakalu                  | Telugu             | Muthyala Subbaiah   | V. Vijay Kumar Varma                          | Lead role friend of Parvathalu (Dasari Narayana Rao) |
| 1993 | Thiruda Thiruda/Donga Donga           | Tamil/Telugu       | Mani Ratnam         | S. Sriram                                     | Lakshmi Narayanan CBI                                |
| 1993 | Muddina Maava                         | Kannada            | Om Sai Prakash      | K. Prabhakar                                  | Ramayya                                              |
| 1994 | Jolly                                 | Telugu             |                     |                                               | Teacher                                              |
| 1994 | Kadhalan/Premikudu/ Humse Hai Muqabla | Tamil/Telugu/Hindi | Shankar             | K. T. Kunjumon                                | As Brother of Prabhu Deva – Policeman                |
| 1995 | Raja Hamsa                            | Telugu             |                     |                                               | As doctor, family friend                             |
| 1996 | Drohi                                 | Telugu             |                     |                                               |                                                      |
| 1996 | Kadhal Desam/Prema Desam              | Tamil/Telugu       | Kathir              | K. T. Kunjumon                                | Divya's father                                       |
| 1996 | Minsara Kanavu/Merupu Kalalu          | Tamil/Telugu       | Rajeev Menon        | M. Balasubramaniam, M. Saravanan, M. S. Guhan | Thangadurai                                          |
| 1996 | Myna                                  | Telugu             |                     |                                               |                                                      |
| 1996 | Nandini                               | Tamil/Telugu       |                     |                                               | Friend of Prakash Raj                                |
| 1996 | Pavithra Bandham                      | Telugu             | Muthyala Subbaiah   |                                               | Venkatesh`s Father                                   |
| 1996 | Avvai Shanmughi/Bhamane Satyabhamane  | Tamil/Telugu       | K. S. Ravikumar     | R. Ravindran, K. P. Hari                      | As a doctor                                          |
| 1997 | Devullu                               | Telugu             | Kodi Ramakrishna    | Haribabu Chegondi, Rambabu Karatam            | Lord Vinayaka                                        |
| 1997 | Pellivaramandi                        | Telugu             | K. Veeru            | V. Jayasri, A. Prakash                        |                                                      |
| 1997 | Prena                                 | Telugu             |                     |                                               |                                                      |
| 1997 | Ullaasam                              | Tamil              | J. D. and Jerry     | Amitabh Bachchan                              | As a bus driver – Ajith Kumar's father               |
| 1997 | Ratchagan/Rakshakudu                  | Tamil/Telgu        | Praveen Gandhi      | K. T. Kunjumon, Francis Joseph                | LIC Padmanabhan ( Nagarjuna`s father)                |
| 1997 | w/o Vara Prasad                       | Telugu             | Vamsy               | Ram Gopal Varma                               | As Vineeth's grandfather                             |
| 1998 | Bharathan                             | Tamil              |                     |                                               |                                                      |
| 1998 | Paattu Paadavaa                       | Tamil              |                     |                                               | Giridharan                                           |
| 1998 | Sandhrba                              | Kannada            |                     |                                               |                                                      |
| 1998 | Uyala                                 | Telugu             | S. V. Krishna Reddy |                                               | As a doctor                                          |
| 1998 | Pelladi Chupistha                     | Telugu             |                     |                                               |                                                      |
| 1999 | Aaro Pranam                           | Telugu             |                     | K Veeru                                       | Father of hero (Vineeth)                             |
| 1999 | Dheerga Sumangali Bhava               | Telugu             | S. V. Krishna Reddy |                                               |                                                      |
| 1999 | Mechanic Maavaiah                     | Telugu             |                     |                                               |                                                      |
| 1999 | Paadutha Theeyaga                     | Telugu             |                     |                                               | Father of heroine                                    |
| 1999 | Pedda Manushulu                       | Telugu             |                     |                                               |                                                      |
| 2000 | Goppinti Alludu                       | Telugu             | E V V Satyanarayana | Nandamuri Rama Krishna                        | Balakrishna's father                                 |
| 2000 | Manasu Paddanu Kanni                  | Telugu             |                     |                                               |                                                      |
| 2000 | Maya                                  | Tamil              |                     |                                               |                                                      |
| 2000 | Priyamaanavale                        | Tamil              | K. Selvabharathi    | C. Venkata Raju, G. Sivaraju                  | Vishwanath                                           |
| 2001 | Chirujallu                            | Telugu             | Shriram Balaji      | G. V. G Raju                                  |                                                      |
| 2002 | Indra                                 | Telugu             | B. Gopal            | Vyjayanthi Movies                             | As Himself                                           |
| 2002 | Padharella Ammayi                     | Telugu             | Krishna Mohan Reddy |                                               |                                                      |
| 2002 | April Maadhathil                      | Tamil              | S. S. Stanley       | V. Gnanavelu, V. Jayaprakash                  | As himself                                           |
| 2003 | Magic Magic 3D                        | Malayalam          | Jose Punnoose       | Navodaya                                      | Acharya                                              |
| 2003 | Fools                                 | Telugu             | Dasari Narayana Rao | Ravindra Babu                                 | Guest role                                           |
| 2003 | Maha Yedabidangi                      | Kannada            |                     |                                               |                                                      |
| 2004 | Royela                                | Telugu             |                     |                                               |                                                      |
| 2006 | Mayabazaar                            | Telugu             | Mohana Krishna      | RKK Films Banner                              | As Lord Kubera                                       |
| 2006 | Roommates                             | Telugu             | AVS                 | Visu Films Pvt Ltd                            | As himself                                           |
| 2007 | Yen Uyirinum Melana                   | Tamil              | K. R. Jaya          | N. Thirumuragan                               |                                                      |
| 2007 | Astram                                | Telugu             | Suresh Krishna      | Raju Hirwani                                  |                                                      |
| 2007 | Kallu                                 | Telugu             | M. V. Raghu         |                                               |                                                      |
| 2007 | Kalyanothasava                        | Kannada            |                     |                                               | Retired army captain                                 |
| 2007 | Malle Pandiri                         | Telugu             |                     |                                               |                                                      |
| 2007 | Mangalyam Tanthu Naanena              | Kannada            |                     |                                               | Ravichandran's father                                |
| 2010 | Naanayam                              | Tamil              | Shakthi S.Rajan     | S. P. B. Charan                               | CEO Viswanath                                        |
| 2011 | Shakti                                | Telugu             | Meher Ramesh        | C. Ashwini Dutt                               | Mahadevaraya's Father                                |

### Carrera televisiva
| Nombre                 | Idioma  | Notas      |
| Nadhi Enge Pogiradhu   | Tamil   | Serial     |
| Jannal                 | Tamil   | TV Serial  |
| Vaanam Paadi           | Tamil   | Music show |
| Paadutha Theeyaga      | Telugu  | Music show |
| Paadalani Undhi        | Telugu  | Music show |
| Endaro Mahanubhavulu   | Telugu  | Serial     |
| Ennodu Pattu Paadungal | Tamil   | Music show |
| Edhe Thumbi Haaduvenu  | Kannada | Music show |

### Como músico y compositor
| Año  | Nombre de la película         | Idioma  | Director                | Producctor                                          |
| 1977 | Kanya Kumari                  | Telugu  | Dasari Narayana Rao     | Sarigama Arts                                       |
| 1978 | Sandarbha                     | Kannada |                         |                                                     |
| 1979 | Captain Krishna               | Telugu  | K. S. R. Das            |                                                     |
| 1979 | Ra Ra Krishnayya              | Telugu  |                         |                                                     |
| 1979 | Thoorpu Velle Railu           | Telugu  | Bapu                    |                                                     |
| 1980 | Hum Paanch (Background Score) | Hindi   | Bapu                    | S.K. Films                                          |
| 1981 | Ohamma Katha                  | Telugu  | Vasanta Sen             |                                                     |
| 1981 | Sangeeta                      | Telugu  |                         |                                                     |
| 1981 | Thaiyyalkaaran                | Tamil   |                         | Kalaipuli International                             |
| 1983 | Thudikkum Karangal            | Tamil   | Sridhar                 | K. R. Gangadharan                                   |
| 1983 | Uranta Sankranti              | Telugu  | Dasari Narayana Rao     |                                                     |
| 1984 | Bharyamani                    | Telugu  | Vijaya Bapineedu        | Srinivasa Productions                               |
| 1984 | Mantri Gaari Viyyankudu       | Telugu  |                         |                                                     |
| 1984 | Seethamma Pelli               | Telugu  | Bapu                    | Muddu Art Movies                                    |
| 1985 | Bangaru Chilaka               | Telugu  |                         | Maheswari Movies                                    |
| 1985 | Bullet                        | Telugu  |                         |                                                     |
| 1985 | Devaralledane                 | Kannada |                         | Chamundi Production                                 |
| 1985 | Dongallo Dora                 | Telugu  |                         |                                                     |
| 1985 | Jockey                        | Telugu  |                         | Muddu Art Movies                                    |
| 1985 | Kongumudi                     | Telugu  | Vijaya Bapineedu        | Raghavendra Cine Creations                          |
| 1985 | Mayuri                        | Tamil   | Singeetam Srinivasa Rao | B.R. Creations in association with ushakiran movies |
| 1985 | Mayuri                        | Telugu  | Singeetam Srinivasa Rao | Usha Kiran Movies                                   |
| 1985 | Muddula Manavaralu            | Telugu  | Jandhyala               | Muddu Art Movies                                    |
| 1986 | Bete                          | Kannada |                         | Vajragiri Films                                     |
| 1986 | Maghadeerudu                  | Telugu  |                         | Shyam Prasad Arts                                   |
| 1986 | Naach Mayuri                  | Hindi   |                         | Lakshmi Productions                                 |
| 1986 | Padamati Sandhya Ragam        | Telugu  | Jandhyala               | Gummaluri Sastry, Meer Abdulla                      |
| 1986 | Sowbhagyalakshmi              | Kannada | Bhargava                | Vasu Chitra                                         |
| 1987 | Gouthami                      | Telugu  |                         | Radha Madhava Films                                 |
| 1987 | Lawyer Suhasini               | Telugu  | Vamsy                   | Jayakrishna Combines                                |
| 1987 | Pratima                       | Telugu  |                         |                                                     |
| 1987 | Ramu                          | Telugu  |                         | Suresh Productions                                  |
| 1988 | Chinnodu Peddodu              | Telugu  | Relangi Narasimha Rao   | Sridevi Movies                                      |
| 1988 | Kallu                         | Telugu  | M. V. Raghu             | Mahashakthi Films                                   |
| 1988 | Neeku Naaku Pellanta          | Telugu  | Jandhyala               | J.J. Movies                                         |
| 1988 | Oh Bharya Katha               | Telugu  | Mouli                   | Ushakiron Movies                                    |
| 1988 | Premayanam                    | Telugu  |                         | Ushakiron Movies                                    |
| 1988 | Ramanna Shyamanna             | Kannada | B. Subbarao             | Vasu Chitra                                         |
| 1988 | Vivaaha Bhojanambu            | Telugu  | Jandhyala               | J.J. Movies                                         |
| 1990 | Siddartha                     | Telugu  |                         |                                                     |
| 1991 | Mahayagnam                    | Telugu  |                         |                                                     |
| 1991 | Sigaram                       | Tamil   | Ananthu                 | Kavithalaya Productions                             |
| 1991 | Jaithra Yaatra                | Telugu  |                         | Sravanthi Movies                                    |
| 1992 | Belliyappa Banagarappa        | Kannada | Poorna Prajna           | Madhu Bangarappa                                    |
| 1992 | Ksheera Saagara               | Kannada | Singeetam Srinivasa Rao |                                                     |
| 1993 | Muddina Maava                 | Kannada | Om Sai Prakash          | Vijaya Sridevi Combines                             |
| 2003 | Unnai Charanandhen            | Tamil   | Samuthirakani           | Capital Cine Works                                  |